# Matteo Politano
Matteo Politano (ur. 3 sierpnia 1993 w Rzymie) – włoski piłkarz występujący na pozycji pomocnika we włoskim klubie SSC Napoli oraz w reprezentacji Włoch.

## Kariera klubowa
Politano jest wychowankiem AS Romy. Z młodzieżowym zespołem tego klubu w sezonie 2010/2011 został młodzieżowym mistrzem Włoch, a rok później wywalczył młodzieżowy Puchar Włoch.
Na sezon 2012/2013 Politano został wypożyczony do trzecioligowego Peruggi Calcio. Latem 2013 za 500 tysięcy euro na zasadzie współwłasności trafił do Pescary Calcio z Serie B. Dwa lata potem AS Roma odkupiła połowę jego karty zawodniczej za 600 tysięcy euro.
W macierzystym klubie Politano jednak nie pozostał, ponieważ został wypożyczony do US Sassuolo, które po roku go wykupiło. W Serie A zadebiutował 23 sierpnia 2015 w wygranym 2:1 meczu z SSC Napoli. Pierwszego gola we włoskiej ekstraklasie rzymianin strzelił w spotkaniu przeciwko swojej byłej drużynie – Romie, gdy Sassuolo zremisowało z nią 2:2. Politano asystował także przy drugim golu.
W lipcu 2018 roku został wypożyczony z US Sassuolo do Interu Mediolan z opcją wykupu po zakończeniu sezonu. Debiut w barwach Nerazzurich zanotował 19 sierpnia 2018 roku w przegranym 1:0 spotkaniu ze swoim poprzednim klubem, Sassuolo. Pierwszego gola w Serie A dla Interu strzelił ponad miesiąc później, 29 września, w wygranym 2:0 spotkaniu z Cagliari. Politano wpisał się na listę strzelców w 89. minucie.

## Statystyki
Stan na 14 lutego 2019
| Klub                 | Sezon     | Liga  | Liga | Puchar kraju | Puchar kraju | Europejskie puchary | Europejskie puchary | Inne  | Inne | Razem | Razem |
| Klub                 | Sezon     | Mecze | Gole | Mecze        | Gole         | Mecze               | Gole                | Mecze | Gole | Mecze | Gole  |
| -------------------- | --------- | ----- | ---- | ------------ | ------------ | ------------------- | ------------------- | ----- | ---- | ----- | ----- |
| Perugia              | 2012/2013 | 28    | 8    | 3            | 0            | –                   | –                   | 2     | 0    | 31    | 8     |
| Delfino Pescara 1936 | 2013/2014 | 31    | 6    | 1            | 0            | –                   | –                   | –     | –    | 32    | 6     |
| Delfino Pescara 1936 | 2014/2015 | 41    | 5    | 3            | 0            | –                   | –                   | 5     | 1    | 49    | 6     |
| Delfino Pescara 1936 | Razem     | 72    | 11   | 4            | 0            | –                   | –                   | 5     | 1    | 81    | 12    |
| Sassuolo             | 2015/2016 | 28    | 5    | 1            | 0            | –                   | –                   | –     | –    | 29    | 5     |
| Sassuolo             | 2016/2017 | 32    | 5    | 1            | 0            | 9                   | 3                   | –     | –    | 42    | 8     |
| Sassuolo             | 2017/2018 | 36    | 10   | 3            | 1            | –                   | –                   | –     | –    | 39    | 11    |
| Sassuolo             | Razem     | 96    | 20   | 5            | 1            | 9                   | 3                   | –     | –    | 110   | 24    |
| Inter Mediolan       | 2018/2019 | 21    | 2    | 2            | 0            | 6                   | 0                   | –     | –    | 29    | 2     |
| Łącznie              | Łącznie   | 217   | 41   | 14           | 1            | 15                  | 3                   | 7     | 1    | 253   | 46    |

## Kariera reprezentacyjna
5 listopada 2016 Politano po raz pierwszy został powołany do reprezentacji Włoch, jednak nie zadebiutował w kadrze. Podobnie było w marcu 2017. Debiut w pierwszej reprezentacji zaliczył w kolejnym roku: 28 maja 2018 roku zagrał w towarzyskim spotkaniu z reprezentacją Arabii Saudyjskiej. Włosi wygrali to spotkanie, a Politano przebywał na boisku przez 76 minut. Już w drugim meczu w reprezentacji, przeciwko USA, strzelił swojego pierwszego gola w dorosłej kadrze. Miało to miejsce 20 listopada 2018 roku. Gol Politano ustalił wynik spotkania na 1:0.